# Port lotniczy Navoiy
Port lotniczy Navoiy – międzynarodowy port lotniczy położony w Nawoi, w Uzbekistanie.

## Linie lotnicze i połączenia
- Korean Air[4]
- Uzbekistan Airways[4] (Moscow-Domodedovo, Zarafszan)